# Glória (Manaus)

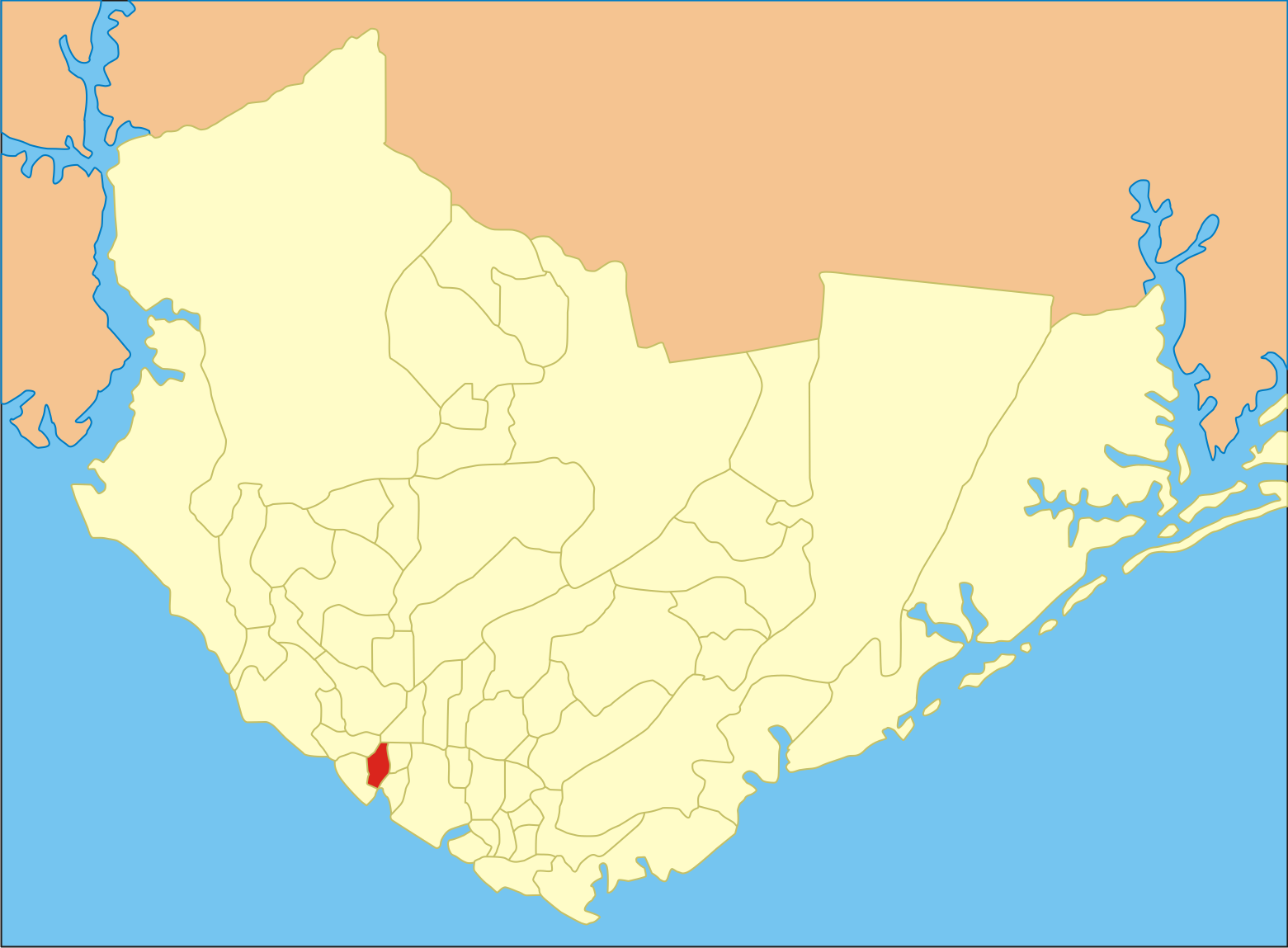
Localização do bairro da Glória em Manaus.

Glória é um bairro do município brasileiro de Manaus, capital do estado do Amazonas. Localiza-se na Zona Oeste da cidade. De acordo com estimativas da Secretaria de Desenvolvimento Econômico, Ciência, Tecnologia e Inovação do Amazonas (SEDECTI), sua população era de 10 617 habitantes em 2017.

## História
Com a instalação das primeiras indústrias no bairro de Aparecida, à beira do igarapé de São Raimundo, no início do século XX, surge o bairro da Glória, conhecido na época apenas por Matadouro, pois em 1912, foi instalado no local o matadouro municipal, onde hoje em dia se localiza a FUNASA, dando o primeiro nome à comunidade. A área, como ainda não era habitada serviu para habitação dos operários destas indústrias, que passaram a morar próximo ao emprego.
No ano de 1953, o bairro começa a crescer com a chegada dos interioranos fugidos da grande enchente, quando os padres que serviam na paróquia de São Raimundo iniciaram a assistência aos desabrigados. Em forma de mutirão, os comunitários ergueram a igreja de Nossa Senhora da Glória e em homenagem à santa, o bairro passou a se chamar Glória.
O bairro é sede do Sul América Esporte Clube.

## Glória atual

### Construções e desenvolvimento
O bairro, por ser próximo ao Centro, teve logo suas ruas principais asfaltadas e água encanada. Nas décadas de 80 e 90, com o advento da Zona Franca de Manaus, o bairro sentiu algumas transformações urbanas, como a construção do Mercado da Glória, da Quadra poliesportiva e urbanização da praça, que é muito conhecida pelos festejos do dia da Santa e do bairro, como também por festas com apresentações de danças típicas, nacionais e internacionais, sendo muito freqüentada pelos moradores dos bairros vizinhos.

### Melhor fase
No dia 15 de agosto de 2006 a Glória completou 47 anos de registro como bairro, porque já era habitado por alguns moradores bem antes. O bairro da Glória se orgulha de ter atravessado as piores fases de uma comunidade em desenvolvimento e hoje estar vivendo melhor. O bairro por muitos anos foi temido por conta da onda de violência que dominava o local e por jovens entrando no mundo das drogas. Mesmo o bairro não possuindo uma associação de moradores representativa, a igreja desenvolve trabalhos nas pastorais, com o auxílio das principais lideranças e já conseguiu reduzir o índice de criminalidade e de juventude nas drogas, dando um pontapé inicial para uma fase de desenvolvimento humano na comunidade.
Há a necessidade de o poder público agir com mais frequência através de melhoria do sistema de transporte para dentro do bairro e não só na rua principal, e principalmente de saneamento básico, pois o bairro ainda é carente de sistema de esgoto. O bairro conta também com o mercado municipal, que fica ao lado do tradicional campo do Sul América, com boxes de venda de pescado e mercadorias de consumo. O lugar onde antes funcionava o matadouro, hoje cedeu lugar para as instalações da Fundação Nacional de Saúde (FUNASA).
A quadra de esporte foi construída na praça, que possui ainda uma área coberta abrigando lanchonetes e uma banca de revista. Na rua principal, Lourival Muniz também tem um complexo de lanchonetes, um posto de gasolina, várias lojas, drogarias, escolas de ensino infantil, cartório e o Posto de Saúde Deodato de Miranda Leão. O bairro também conta com as escolas estaduais Joana Rodrigues Vieira, para deficientes visuais, Antônio Bittencourt, na rua Presidente Dutra, e com a escola Nossa Senhora da Glória, na Lourival Muniz.

### Localização
A Glória está localizada na Glória, com uma superfície de 115 hectares, tendo seu ponto inicial na avenida Presidente Dutra, seguindo até o igarapé do Sul América e retornando pela Lourival Muniz. A Glória faz fronteira com os bairros do São Raimundo, Santo Antônio e Aparecida.

### Centro Social atende moradores
O Centro Social do Bairro da Glória faz parte do Centro de Referência de Assistência Social da Zona Oeste, gerenciado pela Prefeitura de Manaus em convênio com governo do estado. O centro social possui grupos de assistentes sociais e psicólogos, que só em Manaus atuam em mais de 48 centros, as chamadas "Casas do Cidadão", trabalhando também com os programas do governo federal, como Bolsa Família e Bolsa Escola. O centro funciona desde março de 2000 e já entregou certificado a mais de duas mil pessoas,
As atividades são as mais diversas, desde cursos de secretariado e auxiliar administrativo, crochê, cabeleireiro, artesanato, até aulas de reforço para crianças, cinqüenta delas crianças atualmente, e corte de cabelo gratuitos. O local também funciona como sede para a Associação da Terceira Idade e para a Liga Desportiva do Bairro, sendo também cedida para eventos, como palestras, aniversários, reuniões e mutirões para expedição de documentos.

## Transporte
Atualmente, o bairro não possui linha de origem. A linha 103 que tinha seu terminal no bairro da Glória foi desativada em dezembro de 2013, por motivos operacionais. Hoje, o bairro é atendido pela linha 101 - São Raimundo, da empresa Via Verde Transportes Coletivos Ltda.

## Bairros próximos
- Aparecida
- Centro
- Santo Antônio
- São Jorge
- São Raimundo